# Philip Moriarty
Philip Moriarty (Londra, 1968) è un fisico britannico; è un professore presso l'Università di Nottingham ed è noto online per il suo contributo nei canali YouTube Sixty Symbols e Numberphile, gestiti da Brady Haran..

## Biografia
Moriarty nacque a Londra nel 1968 e si trasferì a Monaghan, in Irlanda nel 1972. Dal 1990 al 1994 ha frequentato l'Università di Dublino, dove ha conseguito il dottorato in fisica nel 1994. Fino al 1997, ha lavorato come ricercatore post-dottorato presso l'Università di Nottingham. Successivamente è diventato lecturer, e dal 2005 a oggi, è professore.

### Vita privata
Moriarty vive a Nottingham con sua moglie e le sue due figlie gemelle e suo figlio più piccolo.
Appassionato di musica heavy metal, nel tempo libero esplora le connessioni tra questo genere musicale e la meccanica quantistica.

## Ricerca scientifica
Moriarty è interessato a vari argomenti relativi alla scienza nella scala dei nanometri, concentrandosi in particolare sulla manipolazione di singoli atomi e molecole mediante microscopi a scansione di sonda.